# Niederlausitz
Die Niederlausitz (Nedresorbisk Dolna Łužyca; Øvresorbisk Hornja Łužica; Polsk Dolne Łużyce) er en region i den sydlige del af delstaten Brandenburg i Tyskland og det vestlige Polen. Regionens centrum er byen Cottbus. Regionen grænser i syd mod Oberlausitz. I begge Lausitzer er det vestslaviske folk sorberne hjemmehørende.
51°45′N 14°30′Ø / 51.75°N 14.5°Ø